# Antocha (ondergeslacht)
Antocha is een ondergeslacht van het geslacht van insecten Antocha binnen de familie steltmuggen (Limoniidae).

## Soorten
Deze lijst van 110 stuks is mogelijk niet compleet.
- A. (Antocha) aciculifera (Alexander, 1974)
- A. (Antocha) aegina (Alexander, 1970)
- A. (Antocha) alexanderi (Oosterbroek, 2009)
- A. (Antocha) amblystyla (Alexander, 1963)
- A. (Antocha) angusticellula (Alexander, 1969)
- A. (Antocha) angustiterga (Alexander, 1949)
- A. (Antocha) arjuna (Alexander, 1969)
- A. (Antocha) attenuata (Alexander, 1969)
- A. (Antocha) basivena (Alexander, 1936)
- A. (Antocha) biacus (Savchenko, 1981)
- A. (Antocha) biarmata (Alexander, 1940)
- A. (Antocha) bidens (Alexander, 1932)
- A. (Antocha) bidigitata (Alexander, 1954)
- A. (Antocha) bifida (Alexander, 1924)
- A. (Antocha) biobtusa (Alexander, 1968)
- A. (Antocha) brevinervis (Alexander, 1924)
- A. (Antocha) brevistyla (Alexander, 1924)
- A. (Antocha) capitella (Alexander, 1941)
- A. (Antocha) confluenta (Alexander, 1926)
- A. (Antocha) constricta (Alexander, 1932)
- A. (Antocha) dafla (Alexander, 1969)
- A. (Antocha) decurvata (Alexander, 1941)
- A. (Antocha) decussata (Alexander, 1973)
- A. (Antocha) dentifera (Alexander, 1924)
- A. (Antocha) dilatata (Alexander, 1924)
- A. (Antocha) emarginata (Alexander, 1938)
- A. (Antocha) exilistyla (Alexander, 1969)
- A. (Antocha) flavidibasis (Alexander, 1938)
- A. (Antocha) flavidula (Alexander, 1936)
- A. (Antocha) fortidens (Alexander, 1933)
- A. (Antocha) fusca (Edwards, 1928)
- A. (Antocha) gladiata (Alexander, 1974)
- A. (Antocha) globulosa (Alexander, 1973)
- A. (Antocha) glycera (Alexander, 1969)
- A. (Antocha) gracillima (Alexander, 1924)
- A. (Antocha) hirtipes (Savchenko, 1971)
- A. (Antocha) hyperlata (Alexander, 1968)
- A. (Antocha) incurva (Alexander, 1968)
- A. (Antocha) indica (Brunetti, 1912)
- A. (Antocha) integra (Alexander, 1940)
- A. (Antocha) javanensis (Alexander, 1915)
- A. (Antocha) khasiensis (Alexander, 1936)
- A. (Antocha) lacteibasis (Alexander, 1935)
- A. (Antocha) latifurca (Alexander, 1969)
- A. (Antocha) latistilus (Torii, 1992)
- A. (Antocha) libanotica (Lackschewitz, 1940)
- A. (Antocha) lindneri (Nielsen, 1963)
- A. (Antocha) longispina (Alexander, 1969)
- A. (Antocha) macrocera (Alexander, 1970)
- A. (Antocha) madrasensis (Alexander, 1970)
- A. (Antocha) mara (Alexander, 1970)
- A. (Antocha) microcera (Alexander, 1974)
- A. (Antocha) minuticornis (Alexander, 1931)
- A. (Antocha) mitosanensis (Torii, 1992)
- A. (Antocha) monticola (Alexander, 1917)
- A. (Antocha) multidentata (Alexander, 1932)
- A. (Antocha) mysorensis (Alexander, 1974)
- A. (Antocha) nebulipennis (Alexander, 1931)

- A. (Antocha) nebulosa (Edwards, 1928)
- A. (Antocha) neoflavella (Alexander and Alexander, 1973)
- A. (Antocha) nigribasis (Alexander, 1932)
- A. (Antocha) obtusa (Alexander, 1925)
- A. (Antocha) opalizans (Osten Sacken, 1860)
- A. (Antocha) ophioglossa (Alexander, 1954)
- A. (Antocha) ophioglossodes (Alexander, 1968)
- A. (Antocha) pachyphallus (Alexander, 1971)
- A. (Antocha) pallidella (Alexander, 1933)
- A. (Antocha) parvicristata (Alexander, 1971)
- A. (Antocha) peracuta (Alexander, 1971)
- A. (Antocha) perattenuata (Alexander, 1971)
- A. (Antocha) perobtusa (Alexander, 1971)
- A. (Antocha) perstudiosa (Alexander, 1958)
- A. (Antocha) phoenicia (Thomas and Dia, 1982)
- A. (Antocha) pictipennis (Alexander, 1949)
- A. (Antocha) picturata (Alexander, 1936)
- A. (Antocha) platyphallus (Alexander, 1935)
- A. (Antocha) platystylis (Alexander, 1974)
- A. (Antocha) plumbea (Alexander, 1936)
- A. (Antocha) postnotalis (Alexander, 1974)
- A. (Antocha) prolixistyla (Alexander, 1971)
- A. (Antocha) pterographa (Alexander, 1953)
- A. (Antocha) quadrifurca (Alexander, 1971)
- A. (Antocha) quadrirhaphis (Alexander, 1971)
- A. (Antocha) ramulifera (Savchenko, 1983)
- A. (Antocha) rectispina (Alexander, 1954)
- A. (Antocha) retracta (Edwards, 1933)
- A. (Antocha) sagana (Alexander, 1932)
- A. (Antocha) satsuma (Alexander, 1919)
- A. (Antocha) saxicola (Osten Sacken, 1860)
- A. (Antocha) scapularis (Alexander, 1968)
- A. (Antocha) scelesta (Alexander, 1936)
- A. (Antocha) scutella (Alexander, 1973)
- A. (Antocha) scutifera (Alexander, 1973)
- A. (Antocha) setigera (Alexander, 1933)
- A. (Antocha) shansiensis (Alexander, 1954)
- A. (Antocha) sparsipunctata (Alexander, 1936)
- A. (Antocha) spiralis (Alexander, 1932)
- A. (Antocha) stenophallus (Alexander, 1974)
- A. (Antocha) streptocera (Alexander, 1949)
- A. (Antocha) studiosa (Alexander, 1951)
- A. (Antocha) styx (Alexander, 1930)
- A. (Antocha) subconfluenta (Alexander, 1930)
- A. (Antocha) thienemanni (Alexander, 1931)
- A. (Antocha) triangularis (Brunetti, 1912)
- A. (Antocha) tuberculata (Torii, 1992)
- A. (Antocha) turkestanica (de Meijere, 1921)
- A. (Antocha) unicollis (Alexander, 1968)
- A. (Antocha) unilineata (Brunetti, 1912)
- A. (Antocha) vitripennis (Meigen, 1830)
- A. (Antocha) yatungensis (Alexander, 1963)